# Or (flod)
Or (russisk: Орь) er en flod i Orenburg oblast i Rusland og Aktobe oblast i Kasakhstan. Den er en venstre biflod til floden Ural, og er 332 km lang, med et afvandingsareal på 18.600 km². Den dannes ved sammenløbet af floderne Sjijli og Terisbutak, som har sit udspring på vestsiden af Mugodzjarbjergene, og munder ud i Ural ved byen Orsk. Størstedelen af vandføringen er fra snesmeltning. Middelvandføringen 61 km fra mundingen er 21,3 m³/sek. Floden fryser til i anden halvdel af oktober, og er islagt til månedsskiftet marts/april.
51°11′08″N 58°32′28″Ø / 51.1856°N 58.5411°Ø